# オムスクチャン
オムスクチャン（ロシア語: Омсукча́н）はロシア連邦マガダン州に属すロシア連邦の極北に位置する都市型集落。
オムスクチャン地区とそれに対応する市区の行政の中心地。人口は3326人。
オムスクチャンは「小さな沼」を意味するオムチクチャンに由来している。

## 歴史
オムスクチャンは石炭、金、銀、錫鉱石などの鉱物鉱床が豊富な地域であり、1930年代から1940年代にかけ地質学者であるS.V.オブルチェフの分遣隊がコルコドン川（将来のオムスクチャン地域の北部）を通過したときに緩い堆積物のスズ含有量を確認した。
更に調査が進んだ結果、錫鉱石や鉱脈、鉱床が発見されたことにより1939年にはオムスクチャン村が開設された。1950年代には村は学校、病院、銀行、高速道路、映画館などの施設やインフラを備えており、1953年12月22日にオムスクチャンは都市型集落の地位を取得し、翌年以来オムスクチャンは地区の行政の中心地となった。
人口は最盛期である1989年には約1万人にも達したが、ソビエト連邦の崩壊と地域の鉱業の崩壊により村内の企業の多くが閉鎖され人口流出が加速した。現在の人口は約3500人である。

## 交通
オムスクチャンには空港がありヘリコプターや中型航空機などを使用できる。マガダン行きの航空便(週2便)と毎日のバスサービスもある。

## 経済
オムスクチャンは錫や石炭などの鉱物が取れる。

## 人口
| 人口   | 人口   | 人口   | 人口   | 人口   | 人口   |
| 1954年 | 1970年 | 1979年 | 1989年 | 2002年 | 2009年 |
| 2395   | 4154   | 7308   | 9873   | 4529   | 4162   |
| 2015年 | 2017年 | 2019年 | 2021年 | 2023年 | 2024年 |
| 3824   | 3763   | 3707   | 3493   | 3376   | 3326   |
| ------ | ------ | ------ | ------ | ------ | ------ |

## 気候
オムスクチャンは厳しい亜寒帯気候であり冬は気温が低く最低気温は－30度にもなる。冬は約7か月ほど続く。夏は短く涼しい。
| 月         | 1月    | 2月    | 3月    | 4月    | 5月   | 6月  | 7月  | 8月 | 9月  | 10月  | 11月  | 12月  |
| ---------- | ------ | ------ | ------ | ------ | ----- | ---- | ---- | --- | ---- | ----- | ----- | ----- |
| 年平均気温 | -29.6℃ | -28.5℃ | -22.1℃ | -12.7℃ | -3.3℃ | 8.5℃ | 13.4 | 9.3 | -1.5 | -11.5 | -22.8 | -29.3 |